# Franziska Ellmenreich
Franziska Ellmenreich (née le 28 janvier 1847 à Schwerin ; morte le 20 octobre 1931  à Herrsching am Ammersee) est une actrice de théâtre allemande. Elle est considérée comme ayant été la dernière héroïne du théâtre allemand.

## Biographie
Franziska Ellmenreich était la fille du compositeur Albert Ellmenreich (de) et fut l'une des cofondatrices du Deutsches Schauspielhaus.

## Galerie

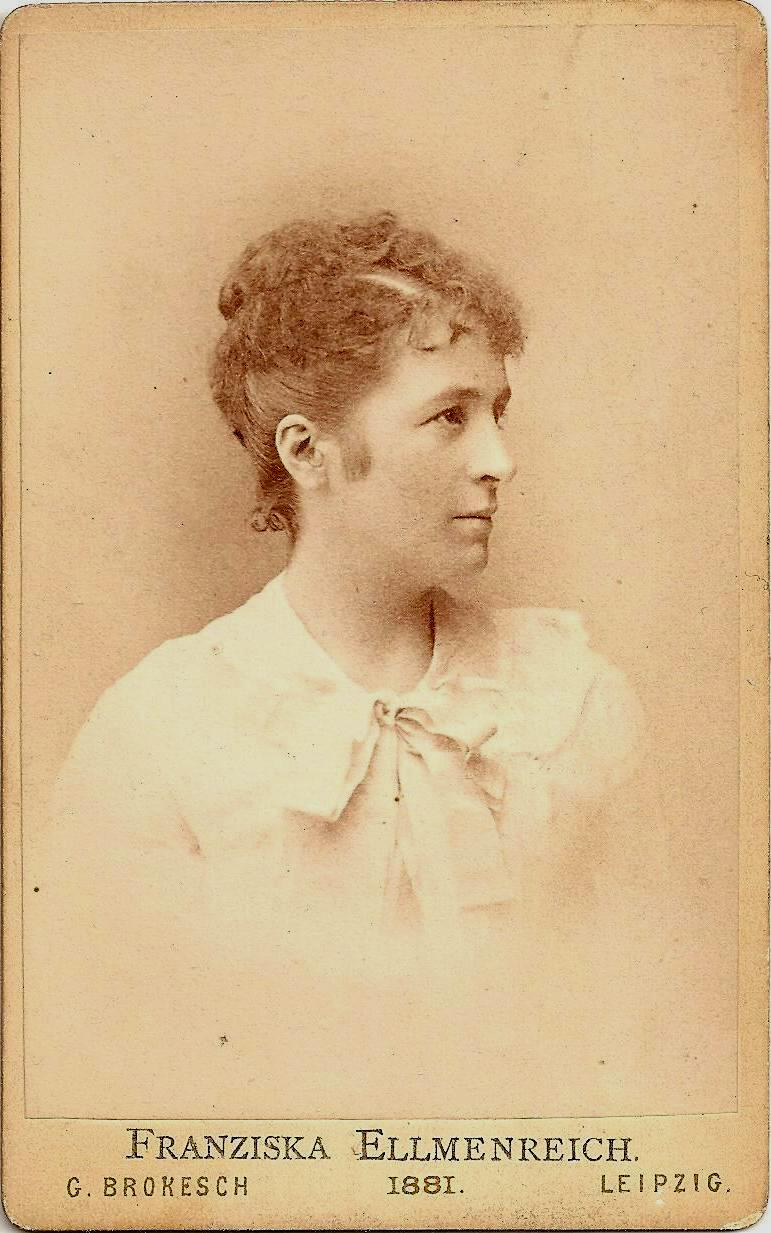
Franziska Ellmenreich en 1881.
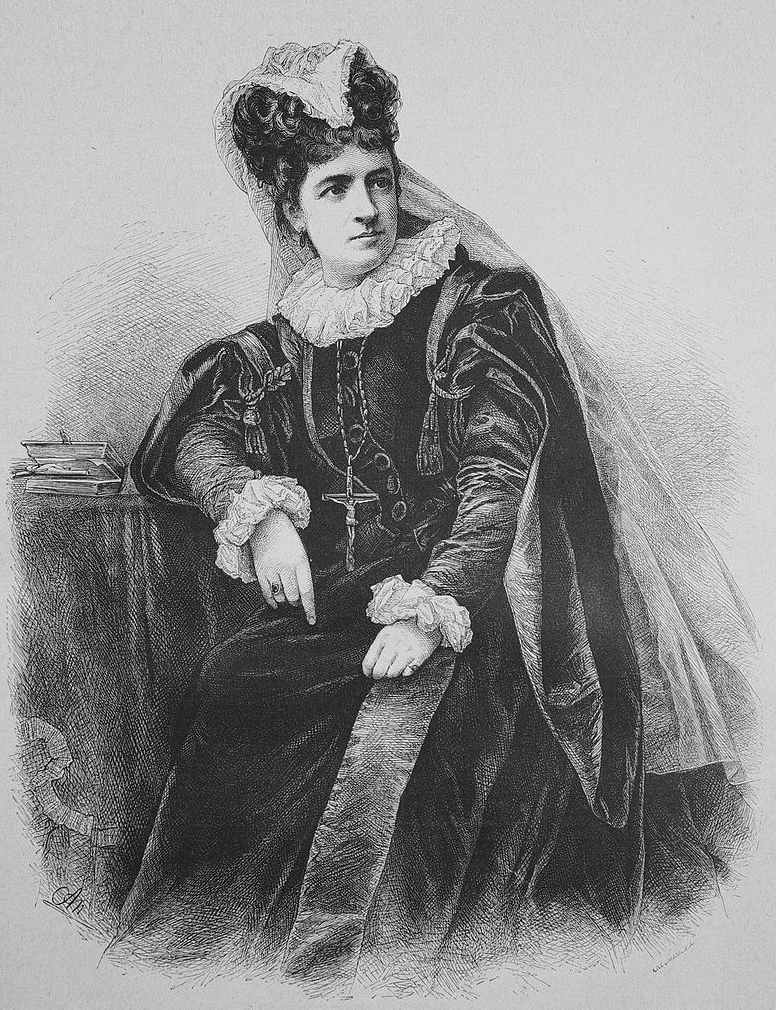
Franziska Ellmenreich en Marie Stuart (1878)